# パクテラ
パクテラ・テクノロジー・ジャパン（英: Pactera Technology Japan）は、中国を拠点とするグローバルITサービス企業で、ビジネスコンサルティング、ITコンサルティング、アウトソーシングサービスを提供している。
1995年に設立され、現在では世界17か国に拠点を持ち、フォーチュン500企業を含む多くの顧客にサービスを提供している。

## 沿革
1995年: 中国北京でVanceinfo社設立
1996年: 中国大連でhiSoft社設立
2002年：hiSoft社の日本法人設立
2012年: Vanceinfo社とhiSoft社が合併し、合併後の統合社名がパクテラ社に変更されたため、日本法人の社名をパクテラ・テクノロジー・ジャパンに名称変更
2015年: パクテラ・コンサルティング・ジャパン設立
2021年: グループ名称を、パクテラ・テクノロジー・インターナショナルからGienTechに変更

## 事業内容
パクテラは、ビジネス/ITコンサルティング、ソリューション、アウトソーシングサービスを提供し、特に製造・小売業、保険業、通信・テクノロジー企業に強みを持っています。世界中に約43,000人のエンジニアを擁し、先進技術を活用したプロジェクトに取り組んでいる。
コンサルティング
- 事業/IT戦略策定支援
- システム開発プロジェクト支援 (PMO)
- 業務プロセス改善 (BPR)
- セキュリティ・コンサルティング
- 中国マーケットリサーチ・進出支援

エンジニアリング・アウトソーシング
- アプリケーション開発
- 社内システム開発
- 製品組込み開発 (製品R&D支援)
- テスティング(第三者検証)
- データ解析・分析
- ハードウェア開発・製品開発
- ローカライゼーション

プロダクト・ソリューション
- Odoo(Work Place solution）
- OriGien(AIプラットフォーム)
- EggPlant(テストオートメーション)
- CineOnHub(Digital Content Library)
- MEVRS(医療機器安全管理レポートシステム)

## ビジョンとミッション
パクテラのビジョンは「デジタル技術でより良い世界に」を掲げ、技術力を活かして社会に貢献することを目指している。社名の「Pactera」は、「協力」を意味する「pact-」と「時代」を意味する「era」を組み合わせたもので、新しい時代と価値を創造する意志を表している。